# أشياء غريبة (الموسم 4)
أشياء غريبة (الموسم 4) هو الموسم الرابع من المسلسل التلفزيوني الدرامي والخيال العلمي الأمريكي أشياء غريبة أصدر في جميع أنحاء العالم حصريًا عبر خدمة بث نيتفلكس في مجلدين، مع إصدار المجموعة الأولى في 27 مايو 2022، والثانية في 1 يوليو 2022.
استمر فريق الممثلين الرئيسيين في العرض في التأليف من وينونا رايدر، وديفيد هاربور، وفين وولفارد، وميلي بوبي براون، وجاتن ماتاراتزو، وكالب ماكلولين، ونوه شناب، وسادي سينك، وناتاليا داير، وتشارلي هيتون، وجو كيري، ومايا هوك، وبريا فيرغسون، وكارا. تمت ترقية بوونو مع بريت غيلمان إلى مركز منتظم للمسلسل.

## المقدمة
أصدرت نيتفلكس ملخصًا أوليًا كتبه الأخوة دوفر في 14 فبراير 2020 ليتزامن مع إصدار المقطع الدعائي الأول للموسم.
أصدرت نيتفلكس في 17 فبراير 2022 وصفًا أحداث لمخطط الموسم الذي تم توسيعه بناءً على الملخص الذي تم إصداره مسبقًا.

## الممثلين والشخصيات

### رئيسي
- وينونا رايدر بدور جويس بايرز
- وديفيد هاربور بدور جيم هوبر[6]
- فين ولفهارد بدور مايك ويلر
- ميلي بوبي براون بدور إيليفن / جين هوبر
- جاتين ماتارازو بدور داستين هندرسون
- كيلب ماكلوغلين بدور لوكاس سنكلير
- نوه شناب بدور ويل بايرز
- سادي سينك بدور ماكس مايفيلد
- ناتاليا ديير بدور نانسي ويلر
- تشارلي هيتون بدور جوناثان
- جو كيري بدور ستيف هارينغتون
- مايا هوك بدور روبن باكلي[8]
- بريا فيرغسون بدور إريكا سنكلير[9]
- كارا بوونو بدور كارين ويلر
- ماثيو مودين بدور

## الحلقات
| الرقم في المسلسل | الرقم في الموسم | عنوان الحلقة                                                                  | المخرج      | الكاتب           | تاريخ العرض  |
| ---------------- | --------------- | ----------------------------------------------------------------------------- | ----------- | ---------------- | ------------ |
| 26               | 1               | «Chapter One: The Hellfire Club (فصل 1: نادي هيلفاير)»                        | الأخوة دوفر | الأخوة دوفر      | 27 مايو 2022 |
| 27               | 2               | «Chapter Two: Vecna's Curse (فصل 2: لعنة فيكنا)»                              | الأخوة دوفر | الأخوة دوفر      | 27 مايو 2022 |
| 28               | 3               | «Chapter Three: The Monster and the Superhero (فصل 3: الوحش والبطلة الخارقة)» | شون ليفي    | كيتلين شنايدرهان | 27 مايو 2022 |
| 29               | 4               | «Chapter Four: Dear Billy (فصل 4: عزيزي بيلي)»                                | شون ليفي    | بول ديختر        | 27 مايو 2022 |
| 30               | 5               | «Chapter Five: The Nina Project (فصل 5: مشروع نينا)»                          | نمرود أنطال | كيت تريفري       | 27 مايو 2022 |
| 31               | 6               | «Chapter Six: The Dive (فصل 6: الغوص)»                                        | نمرود أنطال | كورتيس جوين      | 27 مايو 2022 |
| 32               | 7               | «Chapter Seven: The Massacre at Hawkins Lab (فصل 7: مجزرة مختبر هوكينز)»      | الأخوة دوفر | الأخوة دوفر      | 27 مايو 2022 |
| 33               | 8               | «Chapter Eight: Papa (فصل 8: بابا)»                                           | الأخوة دوفر | الأخوة دوفر      | 1 يوليو 2022 |
| 34               | 9               | «Chapter Nine: The Piggyback (فصل 9: اختراق ذهني)»                            | الأخوة دوفر | الأخوة دوفر      | 1 يوليو 2022 |

## إنتاج

### تطوير
بدأ التخطيط للموسم الرابع من أشياء غريبة قبل إصدار الموسم السابق. في مقابلة مع إنترتينمنت ويكلي بعد وقت قصير من إصدار الموسم الثالث، كَشَف مبتكرُ المسلسل مات و روس دوفر أن الفريق الإبداعي للمسلسل قد التقى بالفعل في عدة مناسبات لمناقشة آليَّة العرض. في 30 سبتمبر 2019، أعلنت نيتفلكس أنها وقعت مع الأخوة دوفر لصفقة تلفزيونية وأفلام جديدة متعددة السنوات، قيل إنها تساوي تسعة أرقام. بالتزامن مع إعلان صفقة الإنتاج، أعلنت نيتفلكس أيضًا عن تجديد أشياء غريبة لموسم رابع من خلال إصدار إعلان تشويقي قصير مدته دقيقة على يوتيوب.

### موسيقى
الألبوم المصاحب غير الأصلي للموسيقى التصويرية للموسم، بعنوان أشياء غريبة: موسيقى من سلسلة نيتفلكس الأصلية، الموسم 4، من المقرر إصداره رقميًا في جزأين بواسطة ليغاسي ريكوردينغس في 27 مايو و1 يوليو، على التوالي.

## استقبال
على روتن توميتوز، حصل الموسم الرابع على تصنيف موافقة بنسبة 88٪ بناءً على 58 مراجعة، بمتوسط تقييم 8.1/10. يقول الإجماع النقدي للموقع، أغمق وأكثر كثافة من سابقاتها، الفصل الرابع من أشياء غريبة يمهد الطريق للموسم الأخير من العرض بطريقة جديرة بالاهتمام عادةً. في ميتاكريتيك، حصل الموسم الرابع على 70 درجة من أصل 100، بناءً على 22 مراجعة، تشير إلى المراجعات الإيجابية بشكل عام.

## روابط خارجية
- أشياء غريبة (الموسم 4) على موقع ميتاكريتيك (الإنجليزية)
- أشياء غريبة (الموسم 4) على موقع روتن توميتوز (الإنجليزية)
- أشياء غريبة (الموسم 4) على موقع نتفليكس (الإنجليزية)
- قائمة حلقات Stranger Things  على قاعدة بيانات الأفلام على الإنترنت